# سینما عصر جدید (گرگان)
سینما عصر جدید (سینما مولن‌روژ سابق) نام سینمایی در شهر گرگان است که در اوایل دهه ۴۰ ساخته شد و متعلق به اوانس آرامانیان بود. پس از مصادره اموال مالک سینما نام آن به سینما رسالت و سپس عصر جدید تغییر یافت.
این سینما دارای دو سالن به ظرفیت‌های ۳۹۵ و ۹۵ نفر می‌باشد.